# 白蟹甲属
白蟹甲属（学名：Pojarkovia）为菊科的一个属。

## 下属物种
本属包括以下物种：
- 白蟹甲 Pojarkovia pojarkovae (Schischk.) Greuter